# Raffaele Patrone
Raffaele Patrone (Napoli, 6 febbraio 1845 – ...) è stato uno scultore italiano.

## Biografia
Studiò scultura all'Accademia di belle arti di Napoli, dove vinse per tre volte il primo premio ai concorsi. Fu insignito della medaglia d'argento per il disegno all'Esposizione del 1859 e divenne professore associato e onorario all'Accademia di Belle Arti di Napoli. Gli fu assegnata una borsa di studio per studiare a Firenze, città in cui si trasferì nel 1869.
Tra le opere si segnalano: una statua in stucco di Galileo; Mario Pagano, esposta alla Promotrice di Napoli; La spina al piede, statua a grandezza naturale esposta all'Esposizione nazionale di Napoli del 1877; il busto di Paolo Emilio Imbriani, statista napoletano sotto il dominio napoleonico e borbonico, collocato nella sala del Consiglio provinciale di Napoli; il busto del figlio di Paolo, Giorgio Imbriani, completato in bronzo ed esposto a Milano nel 1881; la statua del generale Mariano d'Ayala e quella del cardinale Sisto Riario Sforza, quest'ultima conservata nel Duomo di Napoli; le statue del generale duca Di Sangro e del generale duca di San Vito per la cattedrale di Gaeta.